# Идолом
«Идолом» — песня, написанная украинским исполнителем Иваном Дорном и продюсером Романом Мясниковым. Композиция была выпущена как седьмой сингл из дебютного альбома певца Co'N'Dorn (2012).

## Предыстория и релиз
«Идолом» была записана Дорном совместно с Романом Bestseller для его дебютного альбома в январе—феврале 2012 года. После релиза пластинки композиция достигла 18 места в чарте продаж русскоязычной музыки портала RedStarMusic.ru, хотя ещё не была выпущена синглом. 29 сентября певец исполнил песню в ходе премии RU.TV 2012, где он получил награду в номинации «Лучший старт». 13 июля 2012 года «Идолом» была выпущена как сингл на радио через систему Tophit. В интервью журналу «Собака.ru» Дорн признавался, что эта песня «скорее имиджевая, чем коммерческая» и он не ожидает от неё большого коммерческого успеха.

## Реакция критики
Павел Пшенов из MuseCube.org, отмечая способность Ивана Дорна вписываться в любой формат («будь то не терпящая буйства свободного духа „Новая волна“ или, в противовес, страницы хипстерского издания „Афиша“»), дал песне положительную оценку и описывал её как «вполне себе диско-хит»: «песня классная. Вот только поёт он в ней не совсем верно: „Я такой, как все“. Такого ещё никому не удавалось провернуть», — писал критик. Наталья Миславская из Woman.ru посчитала, что «ритм песни как всегда танцевальный — она наверняка станет очередным хитом». Оксана Мелентьева из журнала Trill описывала песню положительно и отмечала, что она «сдобрен[а] тонким юмором и оригинальными фразами».

## Музыкальное видео

### Съёмки и сюжет
Боюсь, что если мы сделаем ещё одно супер-популярное видео на хит, то я перенасыщусь собой, окончательно перекрою себе андеграундный путь. Я рискую, потому что многие ожидают взрыва. Но надеюсь, что новый ролик задаст другое направление и привлечёт тех, у кого совершенный вкус.
Видео на «Идолом» было снято в августе 2012 года. В интервью Дорн рассказывал, что съёмками клипа занимались братья Мисюра, снявшие большинство его музыкальных видео: «Стыцамэн», «Северное сияние» и «Синими, жёлтыми, красными». По его словам, для съёмок они сделали «настоящую ракету». По сюжету клипа, исполнитель превращается в ребёнка и улетает на другую планету с целью «начать всё сначала». По информации InterMedia, работа над клипом продолжалась одни сутки и на площадке также начались съёмки документального фильма об Иване Дорне. Дмитрий Мисюра рассказал изданию о работе с артистом: «Ваня — артист, с имиджем которого сейчас можно экспериментировать. Мы все это прекрасно понимаем и всегда пытаемся удивить зрителя неожиданными сюжетами. Обстановка на площадке была очень положительной, над клипом работало большое количество специалистов». Для журнала Billboard Russia исполнитель рассказал, что идея была в том, чтобы каждый человек воспринимал клип по-своему, и они вместе с Мисюра разрабатывали идеи для него. Певец объяснял, что они пытались показать в видео то, что из мира популярности есть один простой выход — с помощью специальной лаборатории превратиться в ребёнка и начать жизнь сначала на другой планете.
Видео начинается со сцен, где Дорн попадает в бункер, в котором его встречают девушки в эластичных костюмах. После на Дорна надевают космический скафандр. Он попадает в «центр управления полётами», где всем управляют дети. Певца превращают в ребёнка, и он отправляется в космос. Основная сюжетная линия перемежается кадрами со взрослым Дорном и его музыкантами.

### Релиз и обзоры
Премьера видео состоялась 2 октября на официальном канале Ивана Дорна на YouTube и за первые сутки клип собрал более 20 тысяч просмотров.
Наталья Миславская из Woman.ru дала клипу положительную оценку: «По сюжету ролика Иван бродит на футуристической станции, где компанию ему составляют дети в образе ученых и девушки в эластичных костюмах. Сам певец облачается в скафандр и устраивает зажигательные танцы в космическом шлеме. Стиль клипа чем-то напоминает советские фантастические фильмы». Алл Конева из Bimru.ru находила в видео влияние советских фильмов о космосе: «Сюжет нового клипа замороченный, а по стилю съемки больше напоминает советский кинофильм о космосе (а-ля „Большое космическое путешествие“). Сам Ваня стилизован примерно под ту же советскую эпоху». В издании FashionTime.ru отмечали, что ролик снят в футуристическом стиле, а в «видеоряде улавливаются ассоциации с космической одиссеей Кубрика и ностальгической „Москва — Кассиопея“». Видео «Идолом» номинировано на премию RU.TV 2013 в категории «Лучший видеоклип».

## Участники записи
- Иван Дорн — автор музыки и текста, вокал, бэк-вокал, продюсер
- Роман Мясников — автор музыки, продюсер, саунд-продюсер, аранжировка

## Чарты
| Страна/территория (Чарт)          | Высшая Позиция |
| --------------------------------- | -------------- |
| (Красная звезда. Чарт продаж)     | 16             |
| (Красная звезда. Видеочарт)       | 1              |
| (Красная звезда. Народный чарт)   | 49             |
| (Красная звезда. Экспертный чарт) | 7              |
| (Красная звезда. Сводный чарт)    | 12             |
| (Tophit Общий Топ-100)            | 131            |
| (Tophit Топ-100 по заявкам)       | 80             |
| (Tophit Киевский Топ-100 )        | 70             |

## Награды и номинации
| Год  | Награда      | Номинированная работа | Категория        | Результат |
| ---- | ------------ | --------------------- | ---------------- | --------- |
| 2013 | Премия RU.TV | «Идолом»              | Лучший видеоклип | Ожидается |